# Boonesmolen
De Boonesmolen (ook: Bonesmolen) is een windmolenrestant in de Nederlandse stad Weert, gelegen aan de Julianalaan 24.

## Geschiedenis
De molen werd gebouwd in 1855. Het betreft een ronde stenen molen van het type beltmolen die vlak ten zuiden van het station stond en die fungeerde als korenmolen, pelmolen en oliemolen. De naam van de molen komt van de familie Boonen, eigenaar van 1863-1927.
In 1938 werden de wieken voorzien van het systeem Van Bussel. In de daaropvolgende jaren nam de bebouwing ten zuiden van het station toe, waardoor de molenaar steeds meer zeil moest bijzetten. Dit was mogelijk de oorzaak van de asbreuk die optrad tijdens de zware storm van 9 februari 1949. Op de romp werd een grote reclame voor Blue Band geschilderd.
Sindsdien werd de molen niet meer gebruikt, en in 1968 werd de kap verwijderd en werden de onderdelen van de molen gebruikt bij de restauratie van de windmolen te Borkel. Het kruiwerk werd gebruikt voor het herstel van de windmolen De Visscher te Goirle.
Tegenwoordig is een gehavende molenromp nog aanwezig.